# Prehistorie van Indonesië

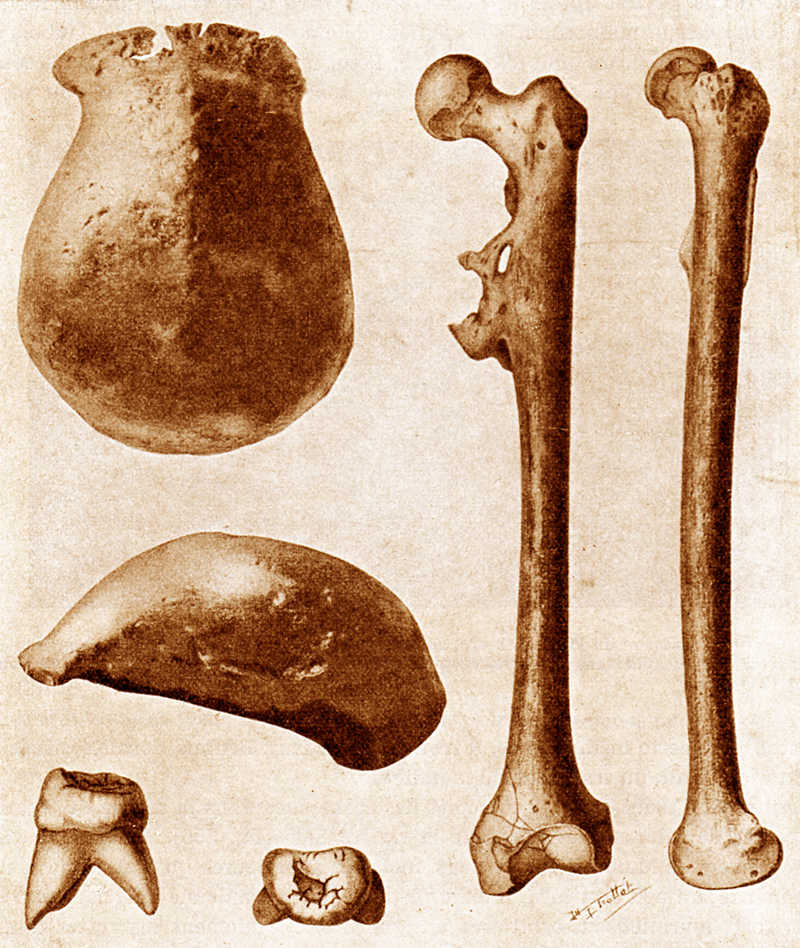
tekening van de vondsten van Eugène Dubois op grond waarvan hij Pithecanthropus erectus beschreef: een schedeldak, een dijbeen en molaren, tegenwoordig in de collectie van Naturalis in Leiden

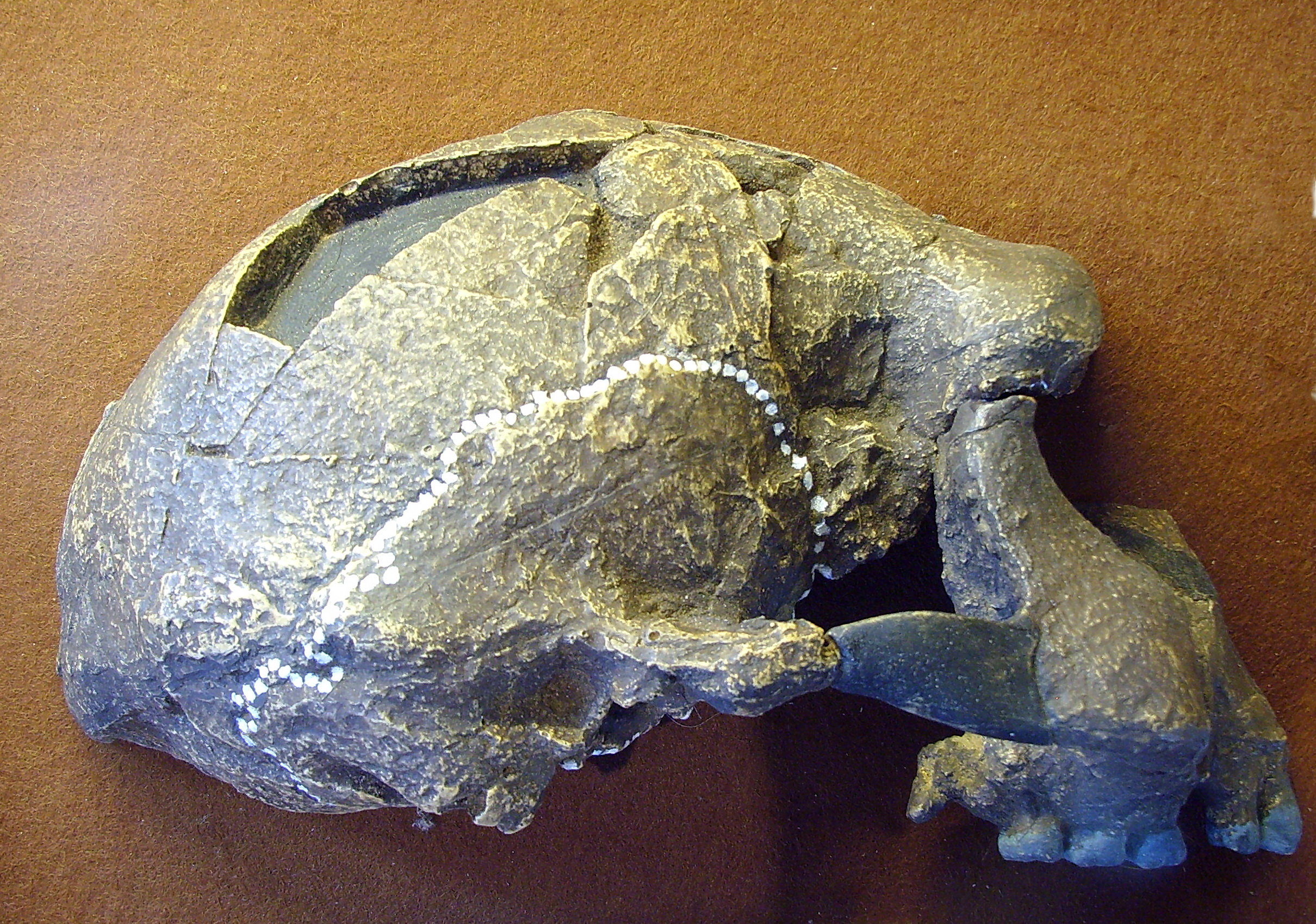
schedel gevonden bij Sangiran

werktuigen van de Ngandongcultuur

De prehistorie van Indonesië begon met de aankomst van Homo erectus rond 1,5 miljoen jaar geleden en eindigde met de aankomst van migranten uit Voor-Indië vanaf de tweede eeuw voor Christus, die nieuwe religies, zoals het boeddhisme en hindoeïsme, met zich mee brachten. 

## Paleolithicum

### Vroegpaleolithicum
Vondsten van de Javamens (Homo erectus javanicus) in Sangiran op Java laten zien dat Homo erectus hier ongeveer 600.000 jaar geleden aanwezig was. In 2007 bleek uit analyse van twee botten die in Sangiran waren gevonden dat deze 1,5 miljoen tot 1,6 miljoen jaar oud zijn. Dit zijn de oudste bekendste menselijke resten die in Indonesië gevonden zijn. Doordat het noordelijk halfrond tijdens de ijstijden bedekt was met een dikke laag ijs, was de zeespiegel zodanig verlaagd dat het westelijke deel van Indonesië, Soendaland genoemd,  een aaneengesloten landmassa met continentaal Zuidoost-Azië vormde. In deze perioden was het dus vroege mensensoorten als Homo erectus eenvoudig te bereiken. 
Sommige vondsten hebben een opvallend robuust karakter, en worden soms tot een aparte ondersoort, Homo erectus meganthropus gerekend.
De Javamens ontwikkelde zich verder tot de Solomens, die nog tot H. erectus gerekend wordt maar al een duidelijk hoger ontwikkelde materiële cultuur bezat, de Ngandongcultuur. 

#### Floresmens
In 2003 werden resten van een vroege mensensoort ontdekt op het eiland Flores, die de Floresmens (Homo floresiensis) is gaan heten. De voorouders van deze mensen bereikten het eiland, dat ook tijdens de laagste zeewaterstanden nooit verbonden was met het vasteland, mogelijk al 700.000 jaar geleden. In isolatie ontwikkelden ze zich hier tot een opvallend kleine soort mensen. De komst van de moderne mens hebben ze waarschijnlijk nog enige tijd overleefd, tot ze omstreeks 50.000 jaar geleden uitstierven. 

### Laatpaleolithicum
Wanneer de eerste moderne mensen aankwamen is niet zeker, maar in ieder geval voor 60.000 jaar geleden, toen de moderne mens Nieuw-Guinea bereikt had. Ook de wadjakmens die tussen 10.000 en 6.000 jaar geleden op Java leefde wordt gerekend tot de vroege moderne mens.

## Neolithicum
Tot 6.300 jaar geleden werd het grootste deel van de Indonesische archipel bewoond door Negrito's en Australoïden, waarna twee grote migraties vanuit Indochina de demografie van de archipel beïnvloedden. Wetenschappers suggereren dat er twee grote migratiestromen naar de archipel waren die voorouderlijk waren aan de moderne Indonesiërs. Eerst arriveerden Austroaziatische sprekers rond 6.300-5.000 jaar geleden, en daarna arriveerden Austronesische sprekers rond 4.000 jaar geleden
Tussen 3500 en 2500 v.Christus werd het tot dan toe gevoerde nomadenbestaan door een deel van de bewoners opgegeven en werden er permanente vestigingen gesticht, waarbij de zo kenmerkende terrasvormige landbouwtechniek werd ontwikkeld. In die tijd werd er echter geen rijst, maar een soort knolgewas genaamd (taro) verbouwd. In deze periode kwamen ook de voorouders van de Mentawi op Sumatra en de Marand-Anim op Irian en het Timorese Atoni vanuit het Aziatische vasteland. Later vestigden Maleiers zich in de kuststreken van Java, Sumatra en andere eilanden.

## Brons- en ijzertijd
De ijzertijd (rond 800 voor Christus) werd gekenmerkt door grote volksverhuizingen op de Euraziatische steppe. Wellicht heeft dit ook geleid tot volksverhuizingen vanuit de streek Yunnan in China en het noordoostelijke deel van het tegenwoordige Vietnam en Laos naar de Indonesische archipel. Een van de nieuwe landbouwtechnieken die deze volkeren met zich mee brachten was de natte rijstbouw. Dit systeem van continu irrigeren van de landbouwgronden bracht met zich mee dat nog meer groepen mensen zich permanent gingen vestigen.